# كلية كلير (كامبريدج)
كلية كلير هي كلية تابعة لجامعة كامبريدج في كامبريدج، إنجلترا. تأسست الكلية عام 1326 تحت اسم University Hall، مما يجعلها ثاني أقدم كلية متبقية في الجامعة بعد بيترهاوس. تم تجديدها في عام 1338 باسم Clare Hall من قبل وقف من إليزابيث دي كلير، واتخذ اسمها الحالي في عام 1856. تشتهر كلير بجوقة الكنيسة الصغيرة وحدائقها في «الظهر» (الجزء الخلفي من الكليات التي تطل على نهر كام).
المدير الحالي هو المحامي أنتوني غرابينر، بارون غرابينر.
تعد كلير واحدة من أكثر كليات كامبريدج شهرة بين المتقدمين المحتملين.